# Sva-ters

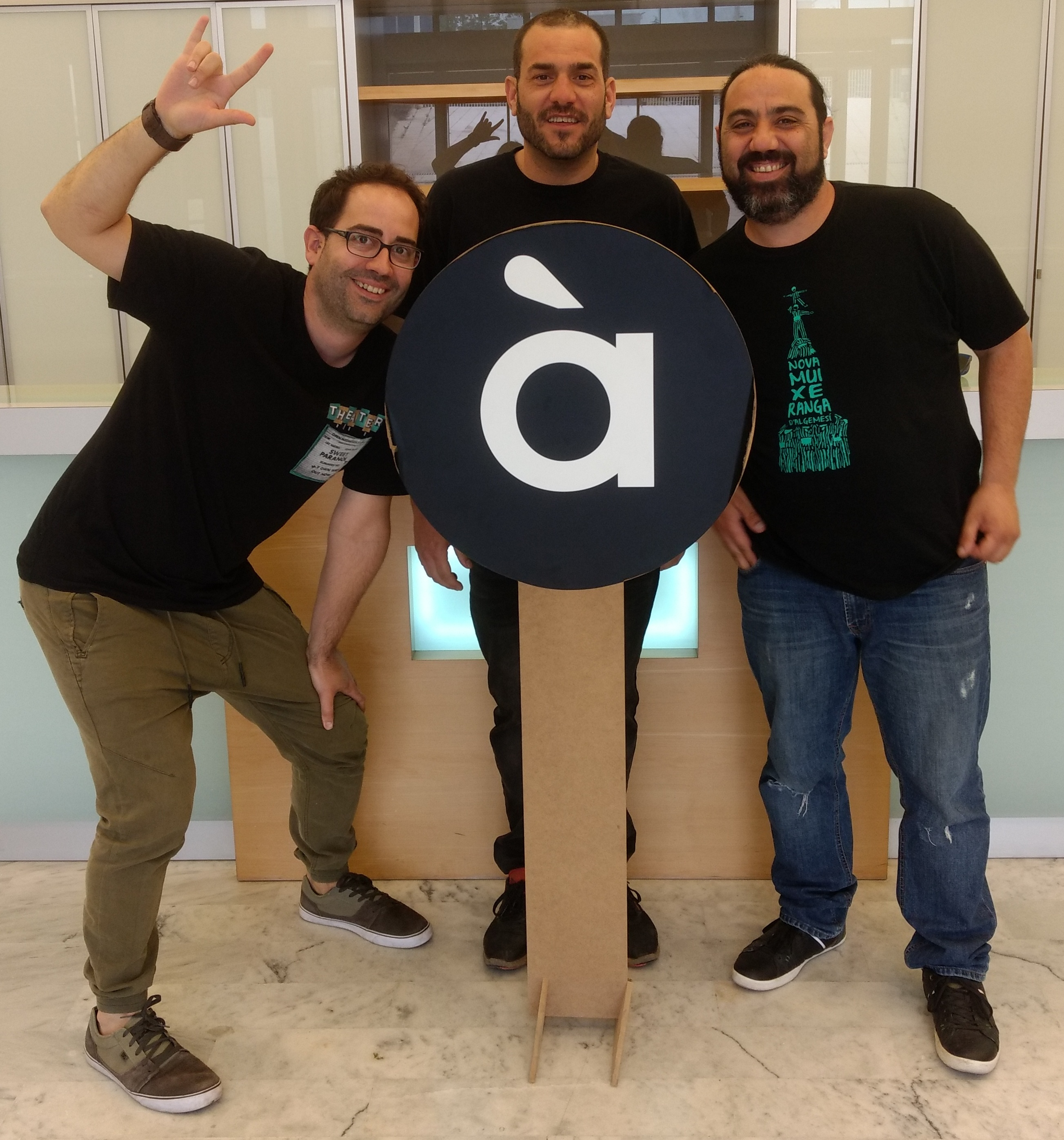
Sva-ters in À Punt Mèdia, 2018.

Sva-ters ist eine katalanische Musikgruppe aus Alcàsser.
Sie definieren ihren Stil als „Sva“, eine Mischung aus Rock, Ska und Reggae.
Die Sprache ihrer Lieder ist die valencianische Form der katalanischen Sprache.
Gegründet wurde die Gruppe im Jahre 1998. Damals besaß sie nur 7 Mitglieder, heute sind es 13. Charakteristisch für ihre Musik ist der melodische Einsatz der Dolçaina.

## Diskographie
- A foc (2002)
- Berlangastyle (2006)
- Sexe, Putxero i Rock&Roll (2011)
- Simis (2016)